# Christina Durinck
Christina Durinck (født 1981) har siden 2014 været formand for Farmakonomforeningen, der er faglig forening for landets farmakonomer. Forud for det var hun næstformand i Farmakonomforeningen i syv år. Hun er uddannet farmakonom fra Farmakonomskolen på Pharmakon.
Christina Durinck er medlem af forretningsudvalget i FTF, næstformand i Pensionskassen for Farmakonomer, bestyrelsesmedlem i FTF-A og sidder blandt andet i Sundhedskartellets Forhandlingsudvalg og Sundhedsvæsenets Disciplinærnævn.